# Santa Rita do Pardo
Santa Rita do Pardo är en kommun i Brasilien.   Den ligger i delstaten Mato Grosso do Sul, i den södra delen av landet, 800 km sydväst om huvudstaden Brasília. Antalet invånare är 7 254.
Omgivningarna runt Santa Rita do Pardo är huvudsakligen savann. Trakten runt Santa Rita do Pardo är nära nog obefolkad, med mindre än två invånare per kvadratkilometer.